# Rüdiger Urbanke
Rüdiger Leo Urbanke (* 1966) ist ein österreichischer Informatiker und Hochschullehrer an der École polytechnique fédérale de Lausanne (EPFL).
Er studierte an der Technischen Universität Wien mit dem Diplom als Elektroingenieur 1988 und an der Washington University in St. Louis mit dem Master-Abschluss 1992 und der Promotion 1995. Danach war er an den Bell Laboratories und ab 1999 an der EPFL.
Rüdiger Urbanke befasst sich mit leistungsstarken Kanal-Kodierungsverfahren (Low-Density-Parity-Check-Codes, LDPC), die nahe an der Kapazitätsgrenze des Kanals (Shannon-Grenze) operieren können. LDPC waren Anfang der 1960er Jahre entwickelt worden, aber damals nicht praktikabel und erst in den 1990er Jahren als Konkurrenz zu den 1993 entwickelten Turbo-Codes wieder in den Blickpunkt gerückt (wobei nun wie bei Turbo-Codes iterative Dekodierungsverfahren verwandt wurden für besseren Fehlerschutz). Urbanke zeigte in einer Reihe von Arbeiten mit Richardson 2001, dass LDPCs nahe an der Shannon-Grenze operieren konnten und wie man irreguläre LDPC mit effizienten Kodierungsverfahren konstruiert. Diese Kodierungsverfahren fanden weite Verbreitung in drahtloser und optischer Kommunikation und bei der Datenspeicherung. Mit Thomas J. Richardson verfasste er ein Lehrbuch über Kodierungstheorie.

## Auszeichnungen
- 2002 erhielt Urbanke den IEEE Information Theory Society Paper Award mit Thomas J. Richardson und nochmals 2013 und 2016 den STOC Best Paper Award.
- 2011 erhielt Urbanke den IEEE Koji Kobayashi Computers and Communications Award.
- 2014 erhielt er mit Thomas J. Richardson die Richard-W.-Hamming-Medaille.
- Für 2023 wurde Urbanke der Claude E. Shannon Award zugesprochen.

## Schriften
- mit T. J. Richardson: Modern Coding Theory, Cambridge University Press 2008
- mit T.J. Richardson: The Capacity of Low-Density Parity-Check Codes Under Message-Passing Decoding, IEEE transactions on information theory, Band 47, 2001, S. 599–618
- mit T. J. Richardson, Amin Shokrollahi: Design of capacity-approaching irregular low-density parity-check codes, IEEE transactions on information theory, Band 47, 2001, S. 619–637
- mit T. J. Richardson: Efficient encoding of low density parity check codes, IEEE Trans. Inf. Theory, Band 47, 2001, S. 638–656
- mit S. Y. Chung, G. D. Forney, T. J. Richardson: On the design of low-density parity-check codes within 0.0045 dB of the Shannon limit, IEEE Communications letters, Band 5, 2001, S. 58–60